# Pyramimonadales
Pyramimonadales es un grupo de microalgas verdes clorofitas, identificadas como el clado I de las prasinofitas. Son células muy pequeñas que típicamente poseen cuatro flagelos. Son importantes en las zonas costeras, así como en aguas polares.